# Arcidiocesi di Marcianopoli
L'arcidiocesi di Marcianopoli (in latino Archidioecesis Marcianopolitana) è una sede soppressa e sede titolare della Chiesa cattolica.

## Storia
Marcianopoli, le cui rovine si trovano nei pressi della città di Devnja nell'odierna Bulgaria, è l'antica sede metropolitana della provincia romana della Mesia Seconda (o Inferiore) nella diocesi civile di Tracia e nel patriarcato di Costantinopoli.
Sono sette i metropoliti di Marcianopoli documentati dalle fonti antiche nel IV e V secolo. Pisto prese parte al concilio di Nicea del 325. Donnino è menzionato nella Historia ecclesiastica di Filostorgio come un difensore dell'arianesimo. Martirio fu tra i padri del concilio di Costantinopoli del 381. Epagato partecipò al sinodo di Costantinopoli del 394 riunito per giudicare il caso dei vescovi Agapio e Bagadio che si disputavano la sede metropolitana di Bosra.
Nella prima metà del V secolo, la sede di Marcianopoli fu retta dal metropolita Doroteo, che intervenne al concilio di Efeso del 431 e si mostrò amico di Nestorio, cosa che gli valse la deposizione e l'esilio a Cesarea di Cappadocia. Gli succedette Saturnino, che prese parte al concilio contro Eutiche nel 449. Segue l'arcivescovo Valeriano, a cui fu indirizzata la lettera circolare che l'imperatore scrisse a tutti i metropoliti dell'Impero; nella risposta dei vescovi della Mesia Seconda del 458 non compare il suo nome, forse perché nel frattempo era morto. L'ultimo metropolita noto di Marcianopoli è Paolo, successore di Valeriano, che partecipò al sinodo di Costantinopoli del 459 indetto dal patriarca Gennadio I per combattere la pratica della simonia e ne sottoscrisse la lettera sinodale.
La conquista della Mesia ad opera dei Bulgari pagani nella seconda metà del VII secolo fece sparire l'organizzazione ecclesiastica bizantina; Marcianopoli fu assediata, presa e distrutta attorno al 679.
La Notitia Episcopatuum dello pseudo-Epifanio, composta durante il regno dell'imperatore Eraclio I (circa 640), attribuisce a Marcianopoli cinque diocesi suffraganee: Dorostoro, Transmarisca, Nove, Zekedespa (o Zekepeda) e Skaria. Tuttavia questa Notitia riflette una situazione già difficile per la regione, a causa delle invasioni. Infatti, in essa non compaiono più sedi episcopali della Mesia Inferiore attestate in precedenza, e cioè Abritto, Appiaria, Nicopoli e Sexaginta Prista.
Dal XVII secolo Marcianopoli è annoverata tra le sedi arcivescovili titolari della Chiesa cattolica; nelle fonti è menzionata anche come Marzianopoli (Martianopolitana). Dal 9 febbraio 2016 l'arcivescovo titolare è Peter Bryan Wells, nunzio apostolico in Thailandia e Cambogia e delegato apostolico in Laos.

## Cronotassi

### Arcivescovi greci
- Pisto † (menzionato nel 325)
- Donnino † (menzionato nel 360 circa)
- Martirio † (menzionato nel 381)
- Epagato † (menzionato nel 394)
- Doroteo † (prima del 431 - circa 434 deceduto)
- Saturnino † (435 - dopo il 449)
- Valeriano † (? - circa 458 deceduto)
- Paolo † (menzionato nel 459)

### Arcivescovi titolari
- Marco Bandulovich, O.F.M. † (16 novembre 1643 - 27 gennaio 1650 deceduto)
- Petrus Parcevich † (6 marzo 1656 - 23 luglio 1674 deceduto)
- Vito Piluzzi, O.F.M.Conv. † (5 settembre 1678 - 6 gennaio 1704 deceduto)
- Giovanni Vincenzo Castelli, O.P. † (19 giugno 1709 - 21 marzo 1714 nominato arcivescovo, titolo personale, di Urbania e Sant'Angelo in Vado)
- Giuseppe Roverani (Roverano) † (10 marzo 1767 - 2 luglio 1772 deceduto)
- Giovanni Battista Fonton, O.F.M.Conv. † (16 marzo 1799 - 26 agosto 1816 deceduto)
- Jan Marceli Gutkowski † (18 settembre 1856 - 2 ottobre 1863 deceduto)
- Nicolás Castells, O.F.M.Cap. † (19 giugno 1866 - 7 settembre 1873 deceduto)
- Ignace Bourget † (4 luglio 1876 - 7 giugno 1885 deceduto)
- Ildefonso di San Giovanni Battista Borgna, O.C.D. † (14 dicembre 1886 - 4 dicembre 1894 deceduto)
- Peter Richard Kenrick † (8 giugno 1895 - 4 marzo 1896 deceduto)
- Macario Sorini † (19 aprile 1900 - 31 dicembre 1900 deceduto)
- Paolo Schinosi † (8 aprile 1901 - 18 luglio 1921 deceduto)
- Jean-Baptiste-Marie Budes de Guébriant, M.E.P. † (11 dicembre 1921 - 6 marzo 1935 deceduto)
- Charles-Albert Gounot, C.M. † (14 agosto 1937 - 16 maggio 1939 succeduto arcivescovo di Cartagine)
- Giuseppe di Girolamo † (1º gennaio 1941 - 28 ottobre 1944 deceduto)
- Louis Le Hunsec, C.S.Sp. † (24 febbraio 1945 - 25 dicembre 1954 deceduto)
- Giovanni Sismondo † (21 febbraio 1955 - 7 dicembre 1957 deceduto)
- Teofilo Camomot Bastida † (10 giugno 1958 - 27 settembre 1988 deceduto)
- Volodymyr Sternjuk, C.SS.R. † (16 gennaio 1991 - 29 settembre 1997 deceduto)
- Peter Bryan Wells, dal 9 febbraio 2016